# Třída Le Fantasque
Třída Le Fantasque byla třída „supertorpédoborců“ francouzského námořnictva z období druhé světové války. Svými parametry se blížily lehkým křižníkům. Třídu tvořilo šest jednotek, přijatých do služby v letech 1935–1936. Dvě byly za války ztraceny. Třída Le Fantasque je považována za vyvrcholení vývoje francouzských meziválečných supertorpédoborců. Z hlediska svých konstruktérů měly vyvážený poměr vysoké rychlosti a silné výzbroje při zachování přijatelného výtlaku. Naopak jejich dosah byl dimenzován pouze pro Středozemní moře.

## Stavba
Šest torpédoborců této třídy bylo objednáno na základě programu pro rok 1930. Oproti předcházející třídě Vauquelin byla jejich konstrukce výrazně vylepšena. Měla také větší výtlak, hlavní děla nového typu s větším dostřelem, rychlostí palby a zlepšenými systémy zaměřování. Díky výkonnějšímu pohonnému systému navíc představovaly nejrychlejší válečné lodě své doby. Le Terrible totiž během zkoušek dosáhl rekordní rychlosti 45 uzlů. V běžné službě byla rychlost této třídy o osm uzlů nižší. Vizuálně lišila tím, že neměly čtyři, nýbrž dva komíny. Do stavby třídy Le Fantasque se zapojily čtyři francouzské loděnice. Po dvou kusech postavily loděnice Forges et Chantiers de la Méditerranée v La Seyne a Arsenal de Lorient v Lorientu. Dále po jednom loděnice Chantiers Navals Français v Caen a Ateliers et Chantiers de France v Dunkerku. Do služby byly přijaty v letech 1935–1936.
Jednotky třídy Le Fantasque:
| Jméno               | Loděnice                               | Založení kýlu | Spuštěna           | Vstup do služby | Osud |
| ------------------- | -------------------------------------- | ------------- | ------------------ | --------------- | --- |
| Le Malin (X82)      | Forges et Chantiers de la Méditerranée | 1931          | 17. srpna 1933     | květen 1936     | V letech 1940–1942 podřízen vládě ve Vichy. Od února 1943 součást sil Svobodných Francouzů. Vyřazen 1964. |
| Le Terrible (X103)  | Chantiers Navals Français              | 1931          | 30. listopadu 1933 | duben 1935      | V letech 1940–1942 podřízen vládě ve Vichy. Od ledna 1943 součást sil Svobodných Francouzů. Vyřazen 1962. |
| L'Indomptable (X81) | Forges et Chantiers de la Méditerranée | 1932          | 7. prosince 1933   | únor 1936       | V letech 1940–1942 podřízen vládě ve Vichy. Dne 27. listopadu 1942 v Toulonu potopen vlastní posádkou. |
| L'Audacieux (X102)  | Arsenal de Lorient                     | 1931          | 15. března 1934    | listopad 1935   | V letech 1940–1942 podřízen vládě ve Vichy. Dne 23. září 1940 v bitvě o Dakar vážně poškozen těžkým křižníkem HMAS Australia. Opraven. Dne 7. května 1943 ho v Bizertě zničila spojenecká letadla. Sešrotován. |
| Le Fantasque (X101) | Arsenal de Lorient                     | 1931          | 15. března 1934    | březen 1936     | V letech 1940–1942 podřízen vládě ve Vichy. Od ledna 1943 součást sil Svobodných Francouzů. Vyřazen 1957. |
| Le Triomphant (X04) | Ateliers et Chantiers de France        | 1931          | 16. dubna 1934     | květen 1936     | Od červenci 1940 obsazen Brity a předán silám Svobodných Francouzů. Vyřazen 1954. |

## Konstrukce

Le Fantasque

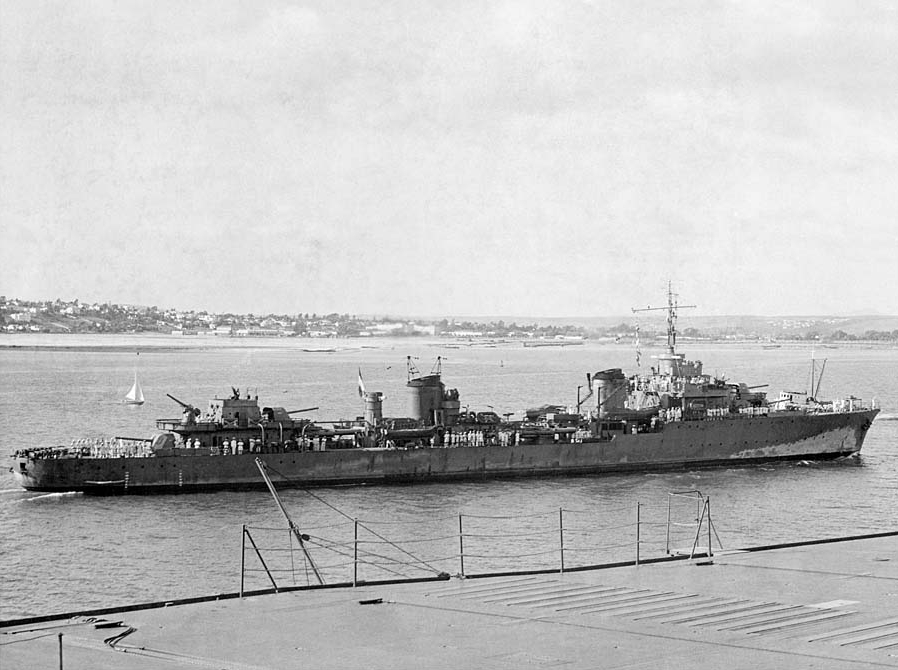
Le Triomphant

Výzbroj tvořilo pět 138,6mm kanónů umístěných v jednodělových věžích. Doplňovaly je čtyři 37mm kanóny, čtyři 13,2mm kulomety a devět 550mm torpédometů. K ničení ponorek sloužily dva spouštěče hlubinných pum. Plavidla jich nesly šestnáct kusů. Dále mohly nést až padesát námořních min. Pohonný systém tvořily čtyři kotle Penhoët (Le Terrible měl kotle Yarrow Loire) a dvě turbínová soustrojí Rateau-Bretagne (L'Indomptable, Le Malin a Le Triomphant měly turbíny Parsons) o výkonu 74 000 shp, pohánějící dva lodní šrouby. Nejvyšší rychlost dosahovala 37 uzlů. Dosah byl 4000 námořních mil při 15 uzlech a 2500 námořních mil při 24 uzlech.

### Modifikace
Na torpédoborci Le Triomphant byla odstraněna čtvrtá dělová věž. Výzbroj posílily jeden 102mm kanón, dva 40mm kanóny a osm 12,7mm kanónů. Vybavení doplnil ASDIC a radar Typu 290.
Torpédoborce Le Malin, Le Terrible a Le Fantasque na počátku roku 1943 přešly pod kontrolu Svobodných Francouzů a následně byly, společně se sesterským torpédoborcem Le Triomphant, od února 1943 do dubna 1944 modernizovány v USA. Novou protiletadlovou výzbroj představovalo osm 40mm kanónů a deset 20mm kanónů. Jediný Le Triomphant nesl pouze šest 40mm kanónů a žádné 20mm kanóny. Zásoba paliva byla zvětšena a všechny čtyři jednotky byly reklasifikovány na lehké křižníky.